# Cosmic Vision
Cosmic Vision är den tredje kampanjen i Europeiska rymdorganisationens (ESA) program för forskning och utforskning av rymden. Kampanjen formulerades 2005 som Cosmic Vision: Space Science for Europe 2015–2025, efterträdde kampanjen Horizon 2000 Plus. Kampanjen målar upp ett antal uppdrag inom områdena astronomi och solsystemutforskning efter 2015. Tio uppdrag inom fyra finansieringskategorier planeras att skjutas upp under Cosmic Vision, varav det första är CHEOPS i december 2019.[uppföljning saknas] Det planeras även ett uppdrag till de galileiska månarna  (JUICE), det första djuprymduppdraget med ett opportunistiskt mål (Comet Interceptor), och ett av de första gravitationsvågsobservatorierna (LISA).

## Historik
Den första sökningen efter idéer och koncept lanserades 2004 med en efterföljande workshop, som hölls i Paris i september samma år, för att mer fullständigt definiera visionens teman under de bredare rubrikerna astronomi och astrofysik, solsystemutforskning och grundläggande fysik.
I början av 2006 formulerades en 10-årsplan baserad på fyra nyckelfrågor:
- Vilka är förutsättningarna för planetbildning och abiogenes ?
- Hur fungerar solsystemet ?
- Vilka är de grundläggande fysiska lagarna i universum?
- Hur uppstod universum och vad är det gjort av?

I mars 2007 släpptes formellt en uppmaning till uppdragsidéer. Detta resulterade i 19 astrofysikuppdrag, 12 uppdrag i grundläggande fysik och 19 solsystemsuppdrag.
I mars 2012 meddelade ESA att de hade börjat arbeta med en serie vetenskaplöiga uppdrag i små klasser (S-klass). Det första vinnande S-klasskonceptet kommer att tilldelas 50 miljoner euro och ska vara redo för uppskjutning år 2017.

## Uppdrag

### S-klass
Mindre upprag benämns som S-klassuppdrag (Small class). Kostnaden för dessa uppdrag för ESA ska inte överstiga 50 miljoner euro. En första inbjudan att lämna uppdragsförslag utfärdades i mars 2012. Cirka 70 avsiktsförklaringar mottogs. I oktober 2012 valdes det första S-klassuppdraget, CHEOPS, ut. Den nuvarande listan över S-klassuppdrag inkluderar följande:
- S1, CHEOPS: ska mäta kända exoplaneters storlek genom fotometri. Sköts upp den 18 december 2019.[8]
- S2, SMILE: gemensamt uppdrag mellan ESA och  Kinas vetenskapsakademi som ska studera samspelet mellan jordens magnetosfär och solvinden. SMILE valdes ut i juni 2015 bland tretton konkurrerande förslag.[9] Uppdraget skulle skjutas upp 2021, men har försenats och uppskjutning är nu planerad till mitten av 2025.[Uppdatering behövs][10][11]

### M-klass
Medelstora uppdrag benämns M-klass och är relativt fristående projekt. De ett pristak på cirka 500 miljoner euro. De två första M-klassuppdragen, M1 och M2, valdes ut i oktober 2011. M6-uppdragsmöjligheten avbröts 2019 på grund av budgettryck. 
- M1, Solar Orbiter: heliofysikuppdrag som ska göra närbildsobservationer av solen. Sköts upp den 10 februari 2020.[13][14]
- M2, Euclid:  rymdteleskop som ska studera mörk energi och mörk materia i ljusspektrat mellan synligt och nära-infrarött ljus. Sköts upp 1 juli 2023.[15][16]
- M3, PLATO: ska söka efter exoplaneter och mäta stjärnsvängningar. Valdes ut den 19 februari 2014.[17] Uppskjutningen är planerad till 2026.[18]
- M4, ARIEL: ett rymdobservatorium som kommer att observera passager av närliggande exoplaneter för att bestämma deras kemiska sammansättning och fysikaliska förhållanden. Uppdraget valdes ut av ESA den 20 mars 2018 och planeras att skjutas upp under 2029.[19][20] Efter en preliminär insamling av förslag i mars 2015 tillkännagavs 4 juni samma år en kort lista med tre uppdragsförslag som valts ut för vidare studier.[21][22][23] Kortlistan inkluderade, utöver ARIEL, följande två förslag: 
  - THOR (Turbulence Heating ObserveR): skulle ta itu med ett fundamentalt problem inom rymdplasmafysik som rör uppvärmning av plasma och efterföljande energiförlust.[21]
  - XIPE (X-ray Imaging Polarimetry Explorer): skulle studera röntgenstrålning från högenergikällor som supernovor, galaxstrålar, svarta hål och neutronstjärnor, för att upptäcka mer om materiens beteende under extrema förhållanden.[21]
- M5, EnVision: ska utföra högupplöst radarkartläggning av utvalda regioner på Venus yta, samt utföra atmosfäriska studier av samma planet. Uppdraget valdes ut i juni 2021 och kommer att skjutas upp 2031.[24] Utlysningen av M5-uppdragsförslag tillkännagavs i april 2016. I maj 2018 tillkännagavs en kortlista med tre kandidatuppdrag, med de andra två förslagen: SPICA (Space Infrared telescope for Cosmology and Astrophysics), ett långt infrarött observatorium; och THESEUS (Transient High-Energy Sky and Early Universe Surveyor), ett rymdteleskop för att upptäcka avlägsna gammastrålningskurar.[25] I oktober 2020 meddelade ESA och JAXA att SPICA inte längre övervägdes som en kandidat för M5-uppdraget.[26]
- M7 uppdragsmöjligheten tävlas för närvarande. I november 2022 valdes fem kandidatuppdrag ut för vidare studier: CALICO, HAYDN, M-MATISSE, Plasma Observatory och THESEUS (tidigare kandidat till att bli uppdrag M5).[27]

### L-klass
L-klassuppdragen (Large class) var ursprungligen tänkta att genomföras i samarbete med internationella partners och skulle belasta ESA:s burget med högst 900 miljoner euro. I april 2011 stod det dock klart att budgettrycket i USA innebar att ett förväntat samarbete med NASA om L1-uppdraget inte skulle vara praktiskt genomförbart. Urvalet försenades och uppdragen omprövas under antagandet att ESA leder uppdragen med visst begränsat internationellt deltagande.
Tre uppdrag i L-klassen har hittills valts ut:
- L1, JUICE: uppdrag till Jupiter-systemet för att studera månarna Ganymedes, Callisto och Europa (efterföljare till det nedlagda projektet Laplace). Sköts upp den 14 april 2023.[29][30]
- L2, Athena: ett röntgenteleskop med uppskjutning planerad till 2035.[31]
- L3, LISA (Laser Interferometer Space Antenna), ett rymduppdragskoncept designat för att detektera och noggrant mäta gravitationsvågor vid lägre frekvenser än jordbundna detektorer.[32] Uppskjutningen är planerad till 2037.[33] Tanken är att Athena och LISA ska kunna göra gemensamma observationer.[34]

### F-klass
Vid ESA:s Science Program Committee Workshop den 16 maj 2018 föreslogs skapandet av en serie av snabba specialuppdrag, F-klass (F står för snabb, engelska: Fast). Dessa F-uppdrag ska skjutas upp tillsammans med varje M-klassuppdrag med start från M4. De ska fokusera på "innovativt genomförande" för att bredda utbudet av vetenskapliga ämnen som omfattas av uppdraget. Inkluderandet av F-klassuppdrag i programmet Cosmic Vision skulle kräva en betydande ökning av vetenskapsbudgeten, vilket ska diskuteras vid framtida möten.
Två F-klassuppdrag har valts ut:
- F1, Comet Interceptor: ska studera en långtidskomet eller ett interstellärt objekt (som kommer att bestämmas efter uppskjutningen). Skjuts upp som en sekundär nyttolast tillsammans med M4, ARIEL 2029.[36]
- F2, ARRAKIHS: ska undersöka hundra närliggande galaxer och deras omgivningar för att undersöka utvecklingen av dvärggalaxer och stjärnströmmar. Uppskjutning planerad till början av 2030-talet.[37]

Mall:European Space Agency Science Programme

## Andra uppdrag uppdrag inom kampanjen
Ibland ger ESA bidrag till rymduppdrag som leds av en annan rymdorganisation, kallade Missions of opportunity. Dessa uppdrag är tänkta att ge ESA ett visst mått av flexibilitet och att med relativt små medel kunna få mycket data eller annat i utbyte för sitt deltagande. Exempel på sådana uppdrag är ExoMars och Nancy Grace Roman Space Telescope. Uppdragen ska inte kosta ESA mer än 50 miljoner euro.